# Île Delta
Delta est une île des Bermudes. 